# Јубиљејни
Јубиљејни (рус. Юбилейный) је био град у Русији у Московској области. Од јуна 2014. је припољен оближњем граду Корољов. Према попису становништва из 2010. у граду је живело 33237 становника.

## Становништво
| 2002.  | 2010.  |
| ------ | ------ |
| 30.837 | 33.237 |